# Маргітай Тіхамер
Маргітай Тіхамер (угор. Tihamér Margitay; 1859—1922) — угорський художник. Народився в селі Єнке, Австро-Угорщина, (сьогодні Єнковце, Словаччина). Він малював анекдотичні, так звані «салонні картини», в стилі Жуля Бастьєна-Лепажа.

## Біографія
Маргітай навчався в Будапешті у Дьюли Бенцура та в Мюнхені в О. Зайца. Крім того, навчався також у Венеції та Флоренції. Маргітай любив малювати сцени середнього класу натуралістичною технікою. Його картини неодноразово виставлялися в Будапешті та Відні. Деякі з його картин виставляються в Угорській національній галереї, а його автопортрет виставлено в Угорській історичній галереї.

## Галерея

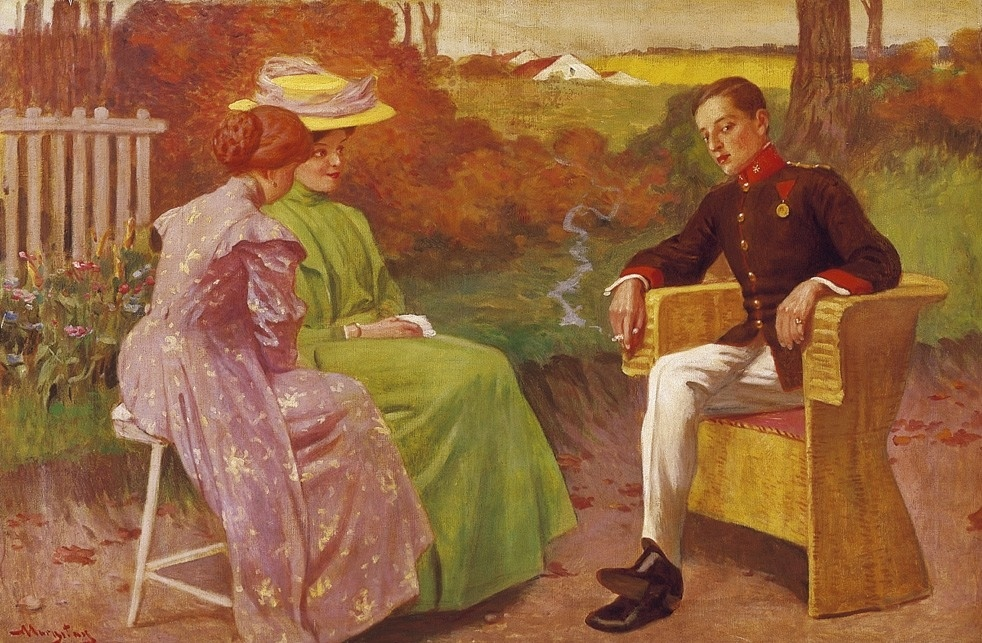
«Де дим, там і вогонь»
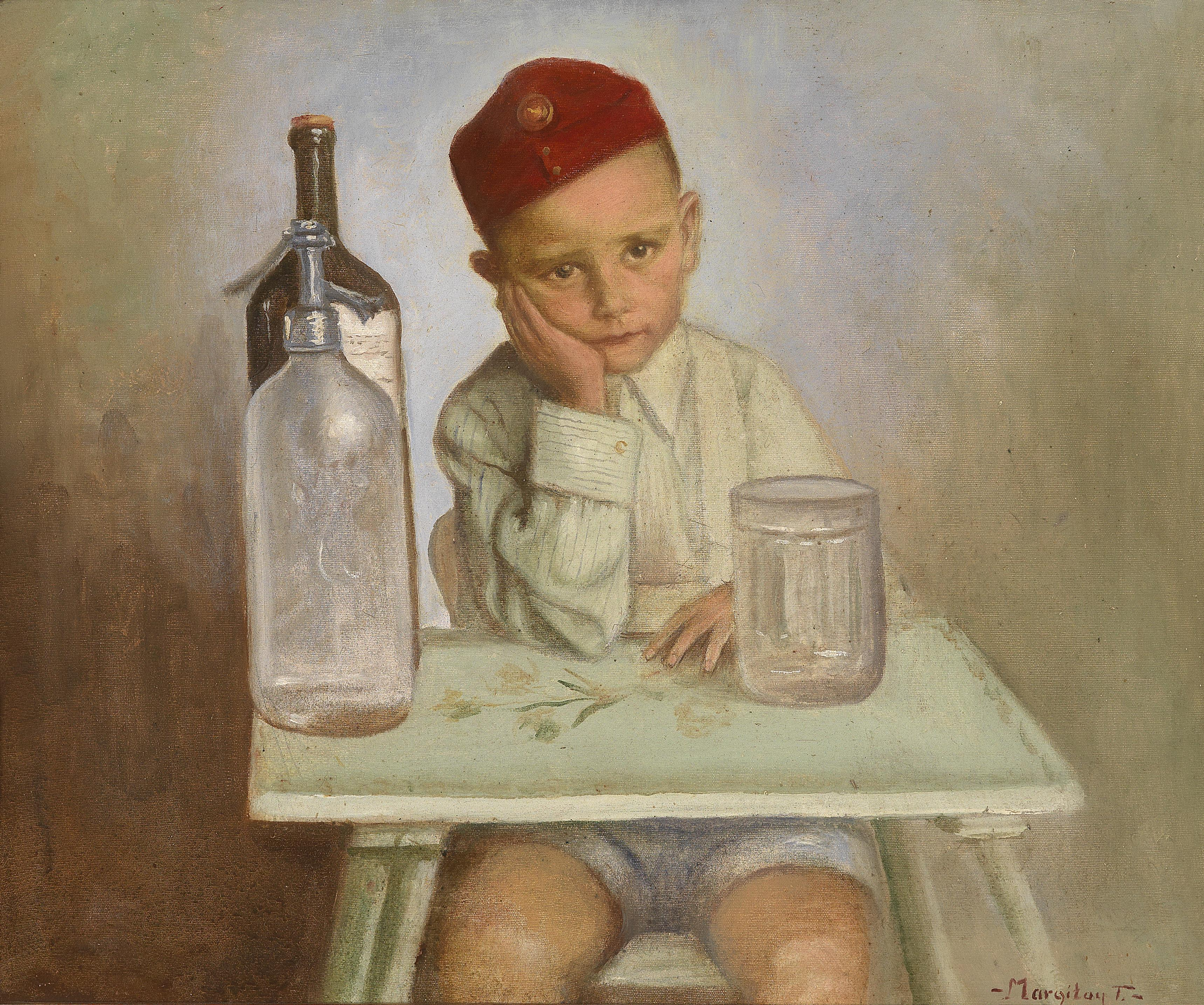
Голодний кадет
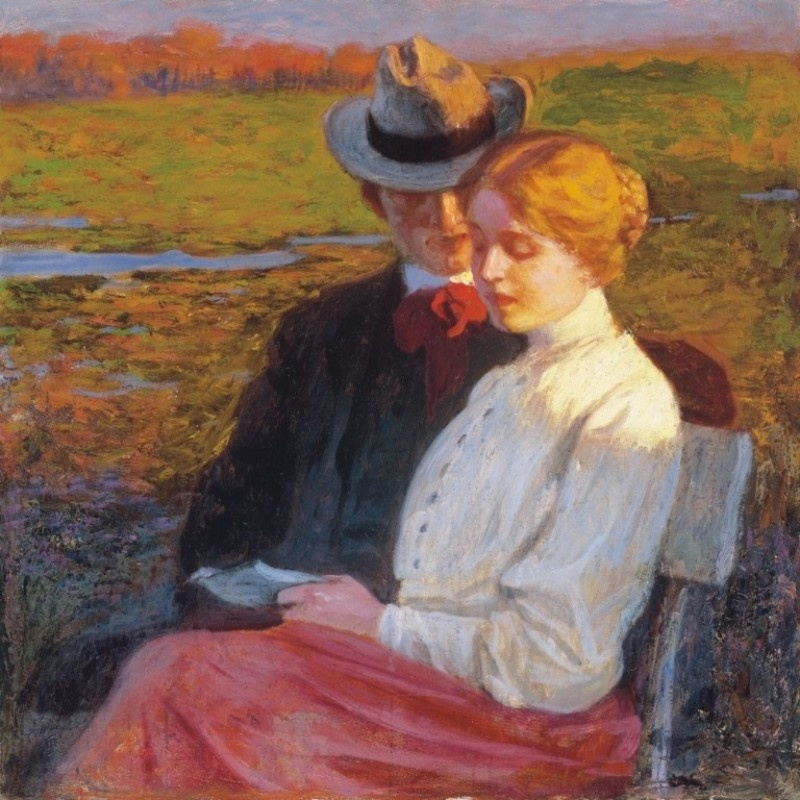
Залицяння
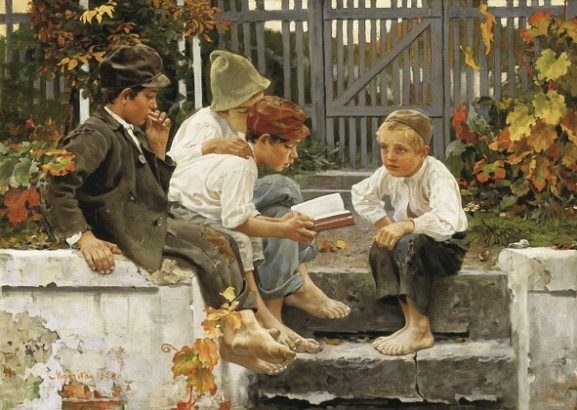
Захоплююча історія
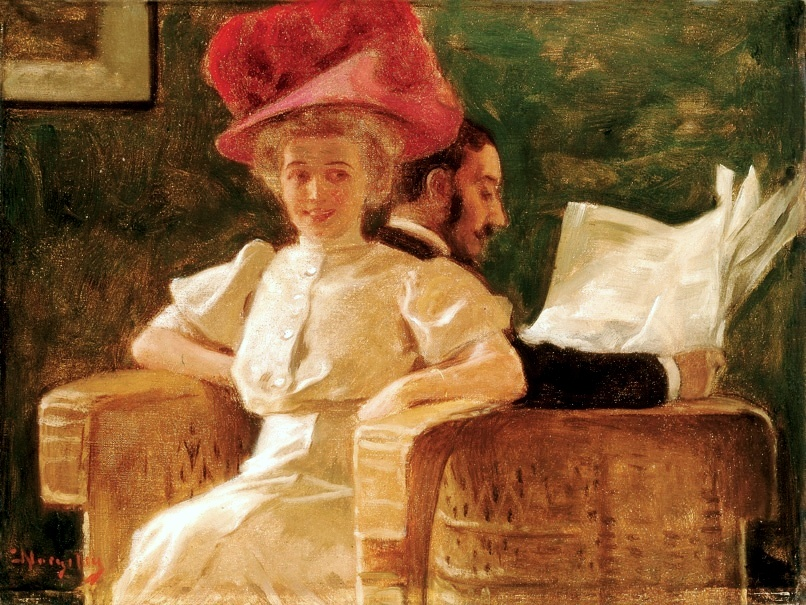
У Салоні